# Assecadora

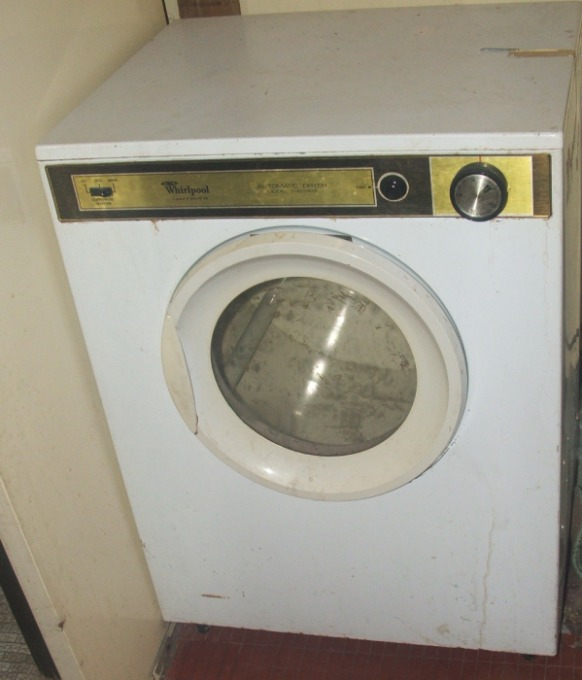
Eixugadora.

L'assecadora domèstica,eixugadora o eixuga-roba és un aparell electrodomèstic que s'utilitza per eixugar roba un cop rentada. El seu funcionament bàsic consisteix en la introducció forçada d'aire calent a l'interior d'un tambor giratori de capacitat variable, dins del qual va donant voltes lentament la roba humida. Aquest tambor pot ser inoxidable, zincat, esmaltat, etc. En alguns casos els tubs d'entrada de l'aire calent giren al mateix temps que el tambor i en altres són fixes i tan sols gira la roba.
Totes les assecadores incorporen algun tipus de filtre on es recullen les borres de la roba, així com algun sistema d'avís òptic o acústic de la saturació d'aquest filtre.
Hi ha dos tipus principals d'assecadora en funció de la destinació de l'aire residual que surt carregat d'humitat:
- Eixugadora d'evacuació: L'aire humit s'expulsa a l'exterior a través d'un tub extensible d'un diàmetre aproximat de 12 cm, que ha de ser conduït fora de l'habitació, bé a través d'una obertura a la paret o bé a través d'una finestra entreoberta. La longitud màxima d'aquest tub no pot superar els dos metres aproximadament, per prevenir una eventual condensació del vapor en el mateix tub de sortida.

- Eixugadora de condensació: L'aire humit es condueix cap a un condensador on es refreda bruscament, de manera que s'aconsegueix la seva conversió en aigua líquida que és recollida en un dipòsit accessible. Aquest dipòsit ha de ser buidat després de cada ús de la màquina. L'avantatge d'aquest sistema és que no necessita instal·lació de cap mena, ni tubs gruixuts a l'exterior, sols un endoll elèctric. Eventualment pot connectar-se a un desguàs apropiat, del tipus rentadora si no es vol buidar el dipòsit després de cada ús. El preu de l'assecadora de condensació és més elevat que la d'evacuació.

Tots dos tipus poden portar un sistema de temporització (mitjançant un dial on es posa el temps de funcionament desitjat) o uns sensors electrònics (que automàticament detecten el grau d'humitat de la roba i interrompen el funcionament en arribar al grau d'eixugament preajustat).
Les assecadores de 5 o 6 quilos de càrrega tenen una mida estandarditzada de 85x60x60 i es poden col·locar directament sobre una rentadora. Tanmateix hi ha algunes assecadores de mida més petita (de 3 quilos de capacitat), i n'hi ha que poden ser instal·lades fins i tot penjades de la paret.

## Història
El francès M. Pochon va construir el 1800 una assecadora de roba de maneta. J. Ross Moore, un inventor de Dakota del Nord, va crear dissenys per a assecadores automàtiques durant el segle xx. El seu disseny per a un assecador d'accionament elèctric va ser desenvolupat i llançat al públic el 1938. El dissenyador industrial Brooks Stevens va crear el primer assecador elèctric amb una finestra de vidre a la dècada de 1940.

## Assecador de roba centrífug
L'assecador de roba centrífug és un electrodomèstic molt utilitzat a les llars, que s'empra després del rentat de la roba, la qual és carregada al tambor d'emmagatzematge (cilindre d'acer inoxidable, perforat), per treure-li l'aigua (mitjançant la força centrífuga). Posseeix un tambor connectat a un eix, que s'acobla a un motor elèctric, el qual fa girar el tambor a moltes revolucions per minut. D'aquesta manera mitjançant la força centrífuga escorre l'aigua de la peça, que surt de l'artefacte a l'exterior mitjançant un filtre instal·lat a la part baixa i és recollida en una palangana.

## Acumulació de borrissol

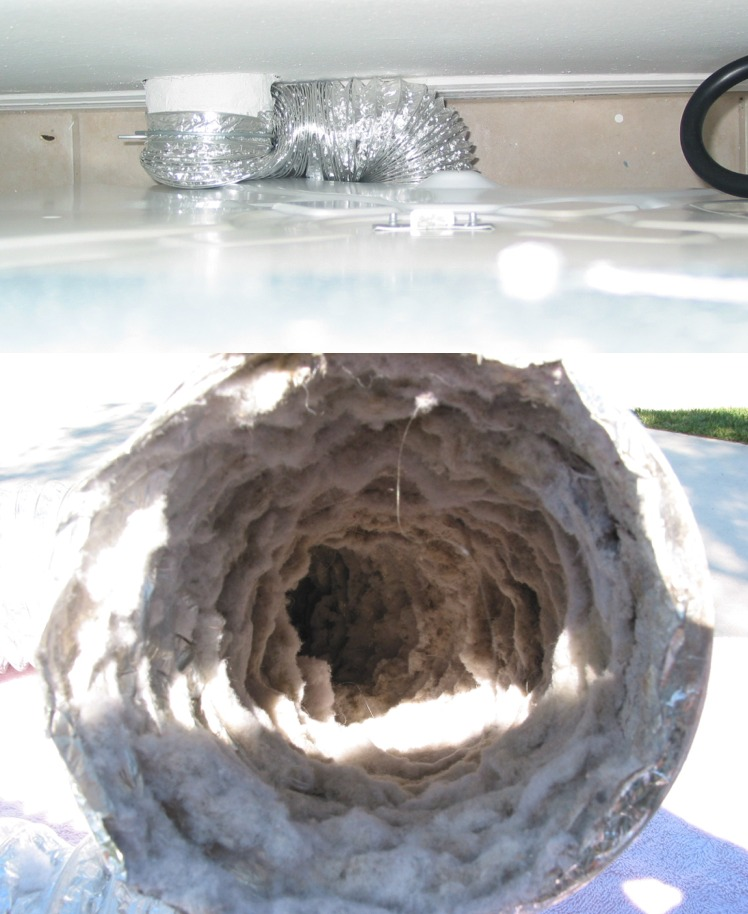
La imatge superior mostra una mànega de transició d'assecadora severament doblegada i bloquejada que s'utilitza per ventilar una assecadora de roba. En aquest cas, l'assecadora estava situada o empesa massa lluny contra la paret. La imatge inferior mostra l'acumulació inicial de borrissol a la mànega de transició flexible.

La humitat i la pelussa són subproductes del procés d'assecament de l'assecadora de roba i són extrets del tambor per un motor de ventilador i després empesos a través del conducte d'escapament restant fins a l'accessori de terminació exterior. El conducte d'escapament típic comprèn la mànega de transició flexible que es troba immediatament darrere de l'assecadora, canonada rígida galvanitzada de 101,6 mm i els accessoris de colze que es troben dins el marc de la paret, i la campana del conducte de ventilació que es troba normalment fora de l'habitatge.
Un conducte de ventilació de l'assecadora net i sense obstruccions millora tant l'eficiència com la seguretat de l'assecadora. Quan el conducte de l'assecadora s'obstrueix parcialment i s'omple de borrissol, el temps d'assecament augmenta notablement i fa que l'assecadora desaprofiti energia. Un conducte de ventilació obstruït augmenta la temperatura interna i pot provocar un incendi. Les assecadores de roba són un dels electrodomèstics més costosos d'operar.
Diversos factors poden contribuir o accelerar la ràpida acumulació de borrissol. Entre ells es troben els conductes llargs o restrictius, els nius d'ocells o rosegadors al punt final, mànegues de transició flexibles aixafades o doblegades, terminacions amb característiques similars a les de les pantalles i la condensació dins del conducte pel fet que els conductes no estan aïllats i travessen espais freds, com un soterrani o un àtic. Si les solapes de plàstic es troben a l'extrem exterior del conducte, es pot flexionar, doblegar i retirar temporalment, netejar la superfície interior de les solapes, netejar el darrer tram més o menys del conducte i tornar a col·locar les solapes de plàstic. Les solapes de plàstic eviten que insectes, ocells o rèptils es fiquen al conducte de ventilació de l'assecadora. Quan fa fred, l'aire calent i humit es condensa a les solapes de plàstic, i petites quantitats de borrissol s'adhereixen a la part interior humida de les solapes de plàstic a l'exterior de l'edifici.

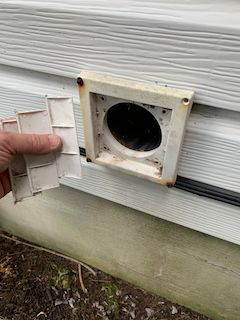
Sortida exterior de l'assecadora de roba. Les solapes es poden treure per netejar les solapes i el conducte.

Les assecadores sense ventilació inclouen sistemes de filtració de borrissols de diverses etapes i algunes fins i tot inclouen funcions de neteja automàtica de l'evaporador i del condensador que poden funcionar fins i tot mentre l'assecadora està en marxa. L'evaporador i el condensador se solen netejar amb aigua corrent. Aquests sistemes són necessaris per evitar l'acumulació de borrissols a l'interior de l'assecadora i a les bobines de l'evaporador i del condensador.
A les màquines fabricades originalment amb ventilació exterior, es poden instal·lar trampes de borrissol i humitat al conducte de l'assecadora per facilitar-ne el manteniment quan no es disposa d'una ventilació exterior. Un inconvenient d'aquest mètode és l'augment de la humitat en el lloc d'instal·lació.

## Seguretat
Les assecadores de roba exposen els materials inflamables a la calor. Els laboratoris de les companyies asseguradores recomanen netejar el filtre de borrissols després de cada cicle per seguretat i eficiència energètica, proporcionar una ventilació adequada i netejar el conducte a intervals regulars. També recomanen que les assecadores de roba no s'utilitzin per a articles de fibra de vidre, goma, escuma o plàstic, o qualsevol article al qual se li hagi vessat una substància inflamable.

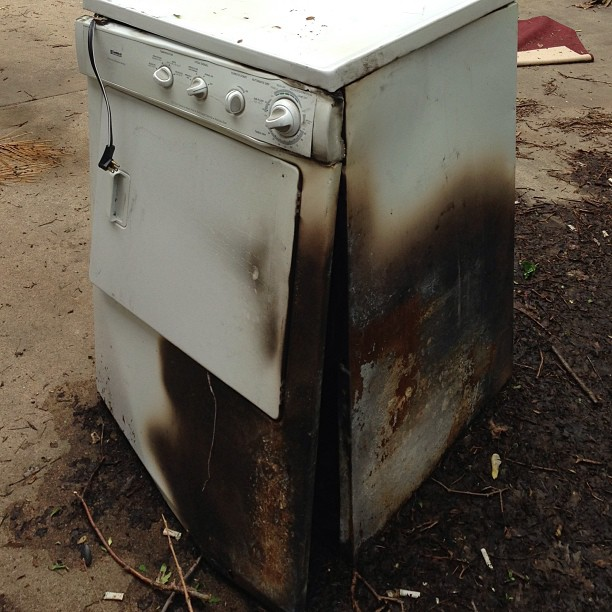
Una assecadora de roba que ha estat danyada pel foc

Als Estats Units, l'U.S. Fire Administration en un informe del 2012 va estimar que entre el 2008 i el 2010, els departaments de bombers van respondre a uns 2900 incendis d'assecadores de roba en edificis residencials cada any a tot el país. Aquests incendis van provocar una mitjana anual de 5 morts, 100 ferits i 35 milions de dòlars en pèrdues materials. L'Administració d'Incendis atribueix a la "falta de neteja" (34 %) el factor principal que contribueix als incendis d'assecadores de roba en edificis residencials, i va observar que les noves tendències de construcció d'habitatges situen les assecadores de roba i les rentadores en llocs més perillosos, lluny de les parets exteriors, com als dormitoris, els passadissos del segon pis, els banys i les cuines.
Per solucionar el problema dels incendis a les assecadores de roba, es pot utilitzar un sistema d'extinció d'incendis amb sensors que detectin el canvi de temperatura quan s'inicia un incendi al tambor de l'assecadora. Aquests sensors activen aleshores un mecanisme de vapor d'aigua per apagar el foc.

## Impacte ambiental
L'impacte ambiental de les assecadores de roba és especialment important als Estats Units i al Canadà, on més del 80% de les llars tenen assecadora. Segons l'Agència de Protecció del Medi Ambient dels Estats Units, si totes les assecadores de roba residencials venudes als Estats Units fossin eficients des del punt de vista energètic, "l'estalvi en costos de serveis públics pujaria a més de 1500 milions de dòlars cada any i s'evitarien més de 22.000 milions de lliures [10.000 milions de quilograms] d'emissions anuals de gasos amb efecte hivernacle".
Les assecadores de roba són, després de les geleres o frigorífics i els congeladors, els majors consumidors d'energia elèctrica residencial als Estats Units.
En la Unió Europea, s'aplica a les assecadores el sistema d'etiquetatge energètic de la UE; les assecadores es classifiquen amb una etiqueta d'A+++ (la millor) a G (la pitjor) segons la quantitat d'energia utilitzada per quilogram de roba (kW⋅h/kg). Les assecadores amb sensor poden detectar automàticament que la roba està eixuta i apagar-se. Això vol dir que l'assecatge excessiu no és tan freqüent. En l'actualitat, la major part del mercat europeu ven assecadores amb sensor, i normalment estan disponibles en sistemes amb condensador i ventilació.

## Altres tipus d'assecadores

### Assecadora solar de roba
L'assecadora solar és una construcció fixa en forma de caixa que amaga un segon compartiment on es guarda la roba. Utilitza la calor del sol sense que la llum solar directa arribi a la roba. Com a alternativa, es pot fer servir una caixa de calefacció solar per escalfar l'aire que s'impulsa a través d'una assecadora de tambor convencional.

### Assecadores de microones
Algun fabricant japonès ha desenvolupat assecadores de roba molt eficients que utilitzen la radiació de microones per assecar la roba (encara que la gran majoria dels japonesos assequen la bugada a l'aire). La major part de l'assecatge es fa amb microones per evaporar l'aigua, però l'assecatge final es fa per convecció per evitar problemes d'arc elèctric amb les peces metàl·liques de la roba. Els avantatges són diversos: temps d'assecat més curts (25% menys), estalvi d'energia (17-25% menys) i temperatures d'assecatge més baixes. Alguns analistes creuen que la formació d'arcs i els danys als teixits són un factor que impedeix el desenvolupament d'assecadores de microones per al mercat estatunidenc.

### Assecadores ultrasòniques
Les assecadores ultrasòniques utilitzen senyals d'alta freqüència per accionar actuadors piezoelèctrics per tal d'agitar mecànicament la roba, alliberant aigua en forma de boira que després es retira del tambor. Tenen el potencial de reduir significativament el consum d'energia alhora que només necessiten un terç del temps que necessita una assecadora elèctrica convencional per a una càrrega determinada. Tampoc no tenen els mateixos problemes relacionats amb els borrissols en la majoria dels altres tipus d'assecadores.

### Assecadores híbrides
Alguns fabricants, com LG Electronics i Whirlpool, han introduït assecadores híbrides, que ofereixen a l'usuari l'opció de fer servir una bomba de calor o una resistència elèctrica tradicional per assecar la roba. Les assecadores híbrides també poden utilitzar una bomba de calor i un element calefactor alhora per assecar la roba més ràpidament.